# La Forestière
La Forestière est une commune française, située dans le département de la Marne en région Grand Est.

## Géographie
|                        | Châtillon-sur-Morin | Le Meix-Saint-Epoing              |
| Les Essarts-le-Vicomte | La Forestière       | Barbonne-Fayel                    |
| Nesle-la-Reposte       | Bethon              | Chantemerle, Fontaine-Denis-Nuisy |

### Hydrographie

#### Réseau hydrographique
La commune est dans la région hydrographique « la Seine de sa source au confluent de l'Oise (exclu) » au sein du bassin Seine-Normandie. Elle est drainée par la Noxe, le Fossé 04 du Grand Étang, le bras 01 de la commune de la Forestière, le Fossé 01 de la commune de la Forestière, le Fossé 01 de le Fossé aux Fées, le Fossé 01 de l'Étang Pavé, le Fossé 01 des Bois Communaux de la Forestière, le Fossé 01 des Cercliers, le Fossé 01 des Hôpitaux, le Fossé 01 du Bois des Marnières, le Fossé 01 du Buisson de Seu, le Fossé 02 de la commune de la Forestière, le Fossé 02 de la Grande Noue des Préaux, le Fossé 03 de la commune de la Forestière, le Fossé 04 de la commune de la Forestière, le Fossé 05 de la commune de la Forestière, le Fossé 06 de la commune de la Forestière, le Fossé 07 de la commune de la Forestière, le Fossé 08 de la commune de la Forestière, divers bras des Pierres et,.
La Noxe, d'une longueur de 33 km, prend sa source dans la commune de Le Meix-Saint-Epoing et se jette  dans la Seine à Nogent-sur-Seine, après avoir traversé huit communes. 

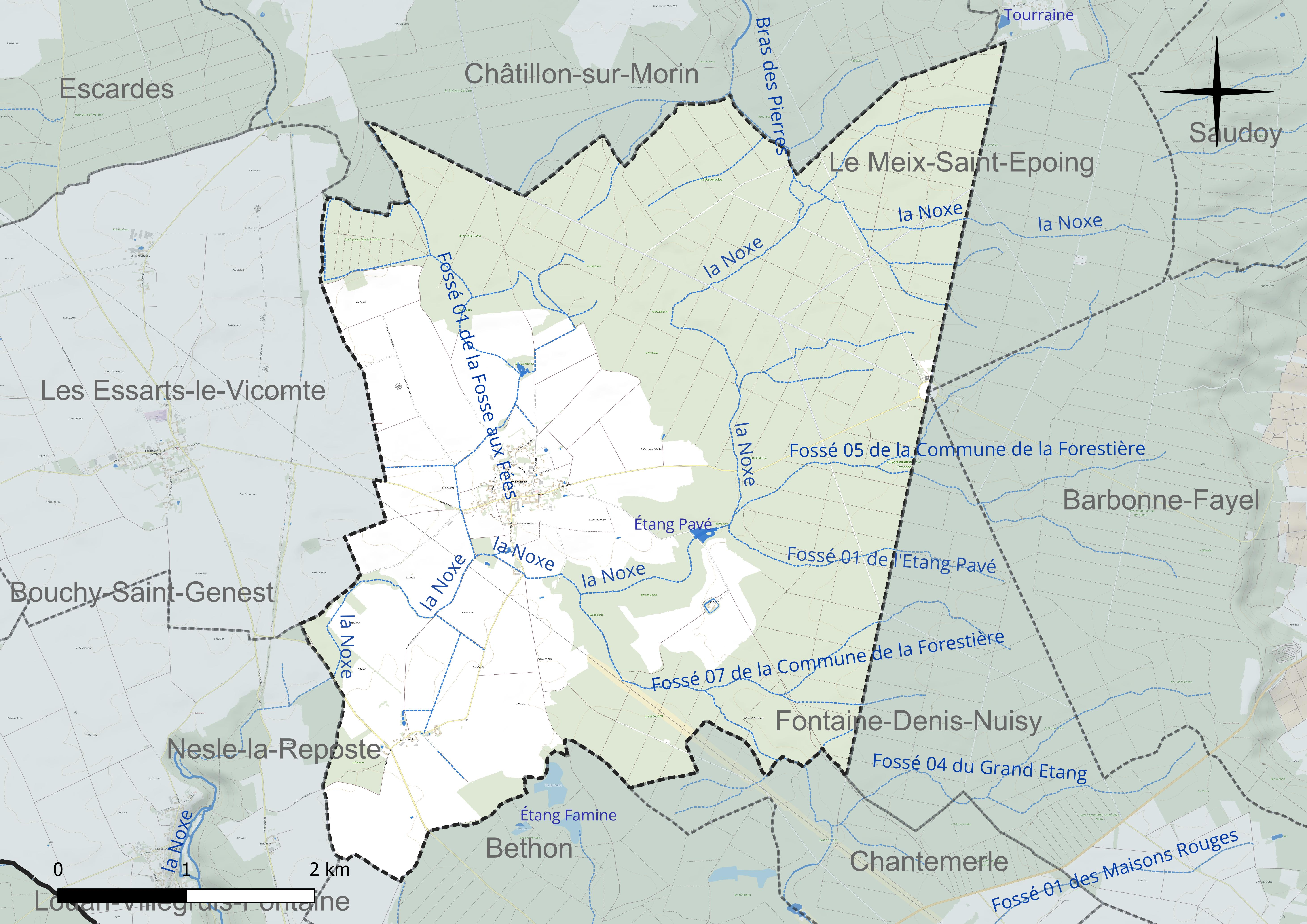
Réseau hydrographique de la Forestière.

Deux plans d'eau complètent le réseau hydrographique : l'étang du Moulin (0,1 ha) et l'étang Pavé (1,2 ha),.

#### Gestion et qualité des eaux
Le territoire communal est couvert par le schéma d'aménagement et de gestion des eaux (SAGE) « Bassée Voulzie ». Ce document de planification concerne le territoire du bassin versant de l'Armançon qui s’étend sur 1 710 km2 et se répartit sur trois départements (l'Aube, l'Yonne et la Marne). Le périmètre a été rrêté le 2 septembre 2016, le diagnostic  a été validé le 29 novembre 20220. La structure porteuse de l'élaboration et de la mise en œuvre est le Syndicat mixte ouvert de l’eau potable, de l’assainissement collectif, de l’assainissement non collectif, des milieux aquatiques et de la démoustication (SDDEA). 
La qualité des cours d’eau peut être consultée sur un site dédié géré par les agences de l’eau et l’Agence française pour la biodiversité. 

### Climat
Pour des articles plus généraux, voir Climat du Grand Est et Climat de la Marne.
En 2010, le climat de la commune est de type climat océanique dégradé des plaines du Centre et du Nord, selon une étude du Centre national de la recherche scientifique s'appuyant sur une série de données couvrant la période 1971-2000. En 2020, Météo-France publie une typologie des climats de la France métropolitaine dans laquelle la commune est exposée à un climat océanique altéré et est dans la région climatique  Nord-est du bassin Parisien, caractérisée par un ensoleillement médiocre, une pluviométrie moyenne régulièrement répartie au cours de l’année et un hiver froid (3 °C). 
Pour la période 1971-2000, la température annuelle moyenne est de 10,2 °C, avec une amplitude thermique annuelle de 16 °C. Le cumul annuel moyen de précipitations est de 758 mm, avec 11,8 jours de précipitations en janvier et 8 jours en juillet. Pour la période 1991-2020, la température moyenne annuelle observée sur la station météorologique de Météo-France la plus proche, « Esternay-Man », sur la commune d'Esternay à 9 km à vol d'oiseau, est de 10,9 °C et le cumul annuel moyen de précipitations est de 780,5 mm. 
La température maximale relevée sur cette station est de 42,5 °C, atteinte le 25 juillet 2019 ; la température minimale est de −25 °C, atteinte le 14 février 1956,,. 
Les paramètres climatiques de la commune ont été estimés pour le milieu du siècle (2041-2070) selon différents scénarios d'émission de gaz à effet de serre à partir des nouvelles projections climatiques de référence DRIAS-2020. Ils sont consultables sur un site dédié publié par Météo-France en novembre 2022.

## Urbanisme

### Typologie
Au 1er janvier 2024, La Forestière est catégorisée commune rurale à habitat dispersé, selon la nouvelle grille communale de densité à sept niveaux définie par l'Insee en 2022.
Elle est située hors unité urbaine et hors attraction des villes,.

### Occupation des sols
L'occupation des sols de la commune, telle qu'elle ressort de la base de données européenne d’occupation biophysique des sols Corine Land Cover (CLC), est marquée par l'importance des forêts et milieux semi-naturels (62,9 % en 2018), une proportion sensiblement équivalente à celle de 1990 (63,1 %). La répartition détaillée en 2018 est la suivante : 
forêts (56,4 %), terres arables (34,1 %), milieux à végétation arbustive et/ou herbacée (6,5 %), zones urbanisées (1,6 %), prairies (1,4 %). L'évolution de l’occupation des sols de la commune et de ses infrastructures peut être observée sur les différentes représentations cartographiques du territoire : la carte de Cassini (XVIIIe siècle), la carte d'état-major (1820-1866) et les cartes ou photos aériennes de l'IGN pour la période actuelle (1950 à aujourd'hui).

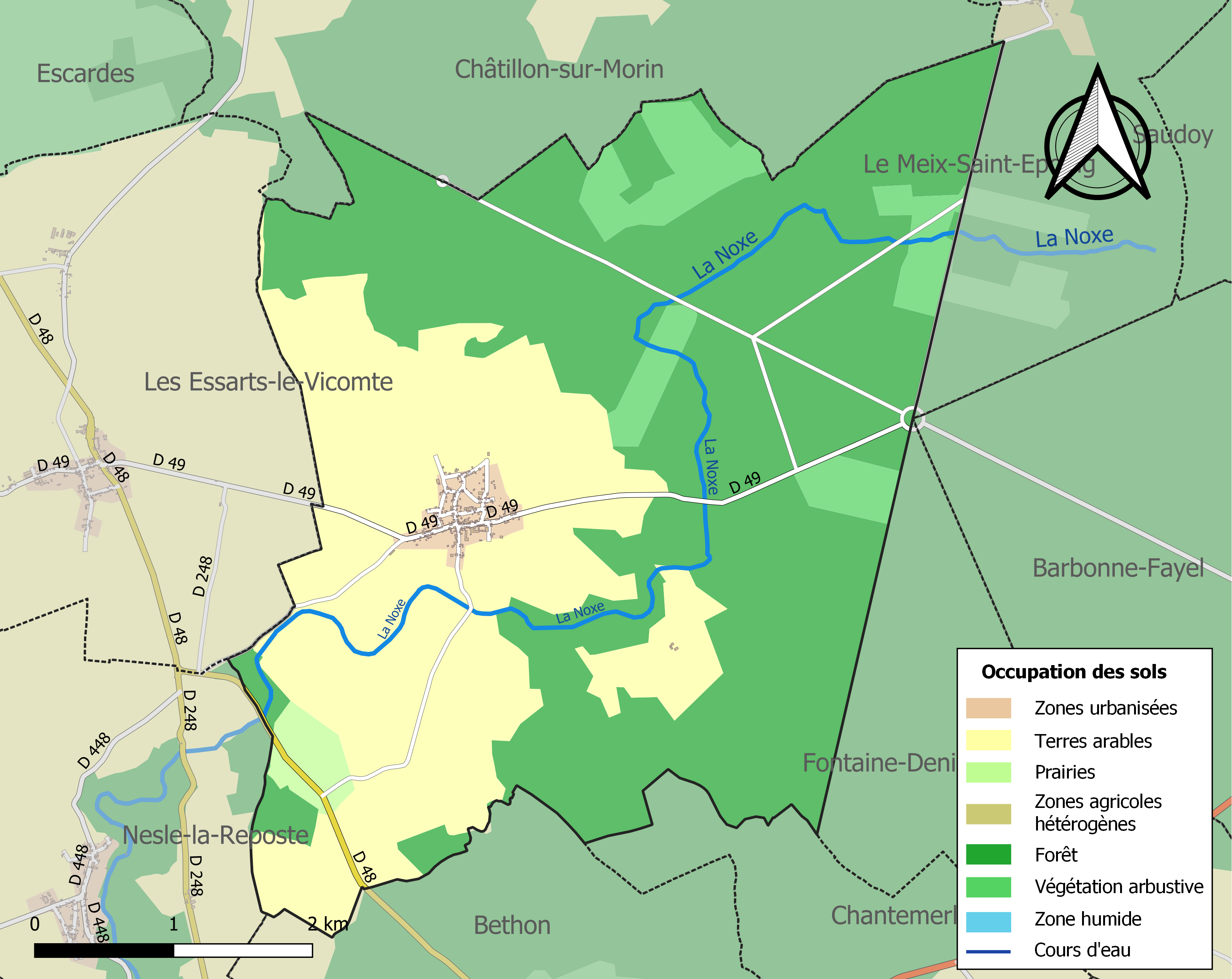
Carte des infrastructures et de l'occupation des sols de la commune en 2018 (CLC).

## Toponymie
Attestée sous les formes Foletarium en 1146, La Foletière et La Foretière en 1214, ce qui peut s'entendre comme un lieu où il y a des follets, des lutins.

## Histoire
En 1883, la commune de Bricot-la-Ville est partagée entre Châtillon-sur-Morin et La Forestière. Fin XIXe siècle était institué une colonie agricole à la ferme de la Chalmelle dont la plus grande partie des travailleurs venait des refuges de nuit et des établissements de l'assistance publique de Paris.

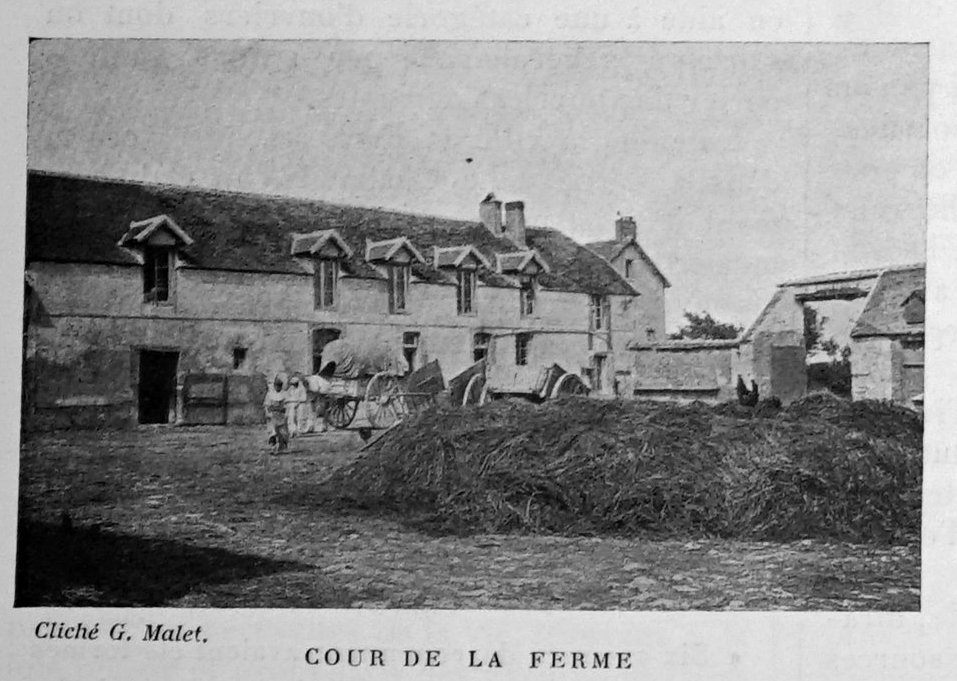
Ferme de la Chalmelle,
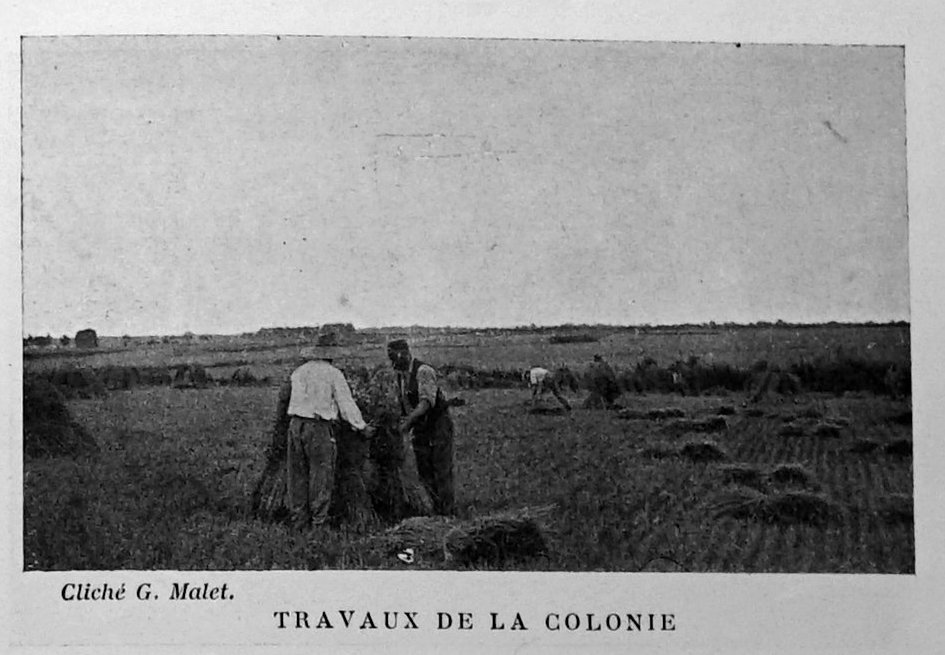
travail aux champs,
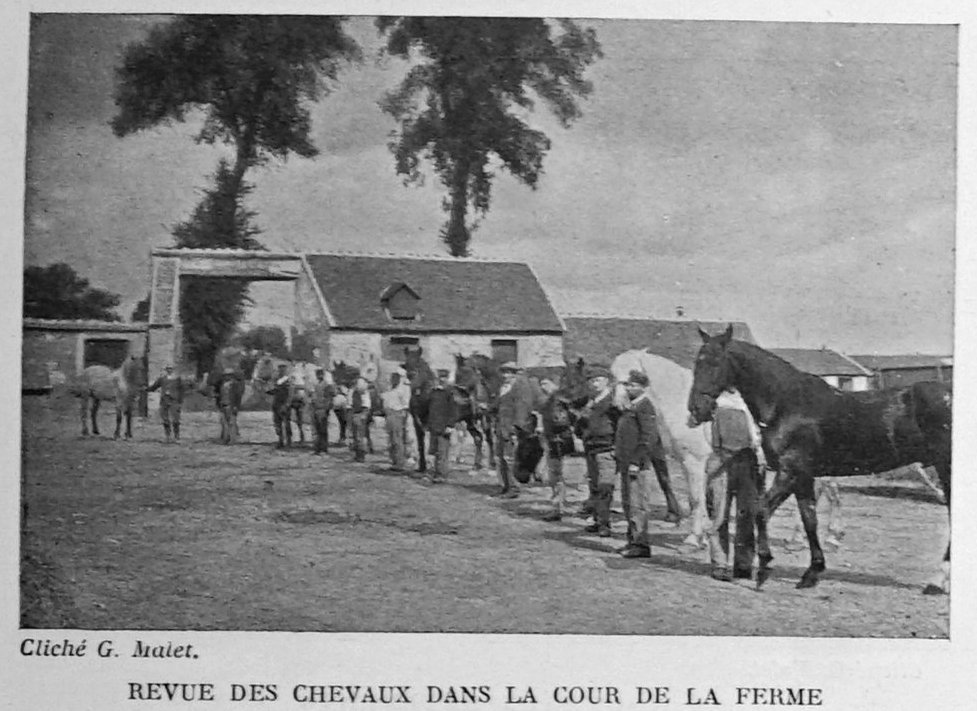
revue des hommes et chevaux.

## Politique et administration
| Période                                  | Période                      | Identité            | Étiquette | Qualité |
| ---------------------------------------- | ---------------------------- | ------------------- | --------- | ------- |
| Les données manquantes sont à compléter. |                              |                     |           |         |
| avant 1988                               | ?                            | André Miche         |           |         |
| 2001                                     | 2008                         | Jean-Pierre Ruelle  |           |         |
| 2008                                     | 2014                         | Didier de Wambersie |           |         |
| 2014                                     | En cours (au 4 juillet 2014) | Patrick Pierrat     |           |         |

## Démographie
L'évolution du nombre d'habitants est connue à travers les recensements de la population effectués dans la commune depuis 1793. Pour les communes de moins de 10 000 habitants, une enquête de recensement portant sur toute la population est réalisée tous les cinq ans, les populations de référence des années intermédiaires étant quant à elles estimées par interpolation ou extrapolation. Pour la commune, le premier recensement exhaustif entrant dans le cadre du nouveau dispositif a été réalisé en 2004.

En 2022, la commune comptait 206 habitants, en évolution de −7,21 % par rapport à 2016 (Marne : −1,19 %, France hors Mayotte : +2,11 %).
| 1793 | 1800 | 1806 | 1821 | 1831 | 1836 | 1841 | 1846 | 1851 |
| ---- | ---- | ---- | ---- | ---- | ---- | ---- | ---- | ---- |
| 297  | 342  | 305  | 276  | 346  | 400  | 393  | 439  | 421  |

| 1856 | 1861 | 1866 | 1872 | 1876 | 1881 | 1886 | 1891 | 1896 |
| ---- | ---- | ---- | ---- | ---- | ---- | ---- | ---- | ---- |
| 445  | 490  | 425  | 424  | 434  | 450  | 449  | 423  | 436  |

| 1901 | 1906 | 1911 | 1921 | 1926 | 1931 | 1936 | 1946 | 1954 |
| ---- | ---- | ---- | ---- | ---- | ---- | ---- | ---- | ---- |
| 472  | 453  | 410  | 362  | 351  | 339  | 352  | 332  | 310  |

| 1962 | 1968 | 1975 | 1982 | 1990 | 1999 | 2004 | 2006 | 2009 |
| ---- | ---- | ---- | ---- | ---- | ---- | ---- | ---- | ---- |
| 337  | 265  | 227  | 197  | 185  | 205  | 220  | 220  | 243  |

| 2014 | 2019 | 2022 | - | - | - | - | - | - |
| ---- | ---- | ---- | - | - | - | - | - | - |
| 227  | 209  | 206  | - | - | - | - | - | - |

## Lieux et monuments
- L'église Saint-Barthélemy.